# Hipparchia anglorum
Hipparchia anglorum är en fjärilsart som beskrevs av Ruggero Verity 1924. Hipparchia anglorum ingår i släktet Hipparchia och familjen praktfjärilar. Inga underarter finns listade i Catalogue of Life.